# Målsägandebiträde
Målsägandebiträde är ett särskilt biträde som kan förordnas av allmän domstol för den som har drabbats av ett brott (målsäganden) när förundersökning har inletts. Målsägandebiträdet är i de flesta fall advokat eller biträdande jurist vid en advokatbyrå. 

## Rätt till målsägandebiträde
I ett brottmål som gäller sexualbrott enligt 6 kap. brottsbalken har målsäganden rätt att få ett målsägandebiträde, om det inte är uppenbart att hon eller han saknar behov av biträde. Ett målsägandebiträde ska vidare förordnas i mål om vissa andra brott enligt brottsbalken om det med hänsyn till målsägandens personliga relation till den misstänkte eller andra omständigheter kan antas att målsäganden har behov av sådant biträde. Det handlar då om brott mot person med fängelse i straffskalan, till exempel misshandel och olaga hot, sexualbrott eller om rån. Anhöriga till någon som bragts om livet kan få ett målsägandebiträde. När gäller andra brott kan ett målsägandebiträde förordnas förutsatt att fängelse kan följa på brottet och att det med hänsyn till målsägandens personliga förhållanden och övriga omständigheter kan antas att målsäganden har ett särskilt starkt behov av sådant biträde.

## Målsägandebiträdets uppgifter
Målsägandebiträdet ska ta till vara målsägandens intressen i målet samt lämna stöd och hjälp till målsäganden. Biträdet ska bistå målsäganden med att föra talan om enskilt anspråk i anledning av brottet, om detta inte görs av åklagaren.
Om ett enskilt anspråk grundas på ett brott som hör under allmänt åtal, är åklagaren på målsägandens begäran skyldig att i samband med åtalet förbereda och utföra målsägandens talan, om det kan ske utan väsentlig olägenhet och målsägandens anspråk inte är uppenbart obefogat. Åklagaren är emellertid inte skyldig att lämna hjälp och stöd i samma omfattning som ett målsägandebiträde.

## Kostnaderna för målsägandebiträde
Målsägandebiträdet får ersättning av staten på samma sätt som ett biträde enligt rättshjälpslagen (1996:1619). Om ett målsägandebiträde förordnas, får målsäganden vidare ersättning för kostnader för bevisning och utredning med anledning av talan om enskilt anspråk i samma utsträckning som om han eller hon beviljats rättshjälp.
Ersättningen till målsägandebiträdet bestäms av domstolen enligt samma principer som gäller för basarvodet till en offentlig försvarare.
Om den som står åtalad (den tilltalade) döms för brottet kan han eller hon bli skyldig att helt eller delvis ersätta staten för kostnaderna för målsägandebiträdet.

## Rättsfall
- Målsägandebiträde kan inte förordnas för dödsbo. När så likväl skett har biträdet ansetts berättigat till ersättning enligt lagen om målsägandebiträde för arbete som utförts medan förordnandet gällde.[8]